# Talk That Talk (singolo)
Talk That Talk è il terzo singolo della cantante barbadiana Rihanna tratto dal suo sesto album di inediti omonimo, in duetto con il rapper statunitense Jay-Z. Talk That Talk è stato scritto dallo stesso Jay-Z, insieme a Ester Dean, Anthony Best, Sean Combs, Chucky Thompson e dagli Stargate, questi ultimi produttori del brano. All'uscita dell'album, le forti vendite digitali hanno favorito il suo ingresso in alcune classifiche.

## Antefatti e pubblicazione
Prima dell'uscita del suo sesto album di inediti, Talk That Talk, Rihanna ha aperto il proprio account ufficiale Twitter per annunciare alcuni dettagli sul suo nuovo materiale musicale. In uno dei suoi tweet, ha rivelato che oltre al singolo di lancio We Found Love, che si avvaleva della collaborazione con Calvin Harris, il disco avrebbe coinvolto solo un altro artista, ma non ne ha menzionato il nome. L'8 novembre 2011, tramite il proprio profilo Twitter, ha confermato che il suo mentore, il rapper statunitense Jay-Z, sarebbe apparso come l'unico artista ospite nel brano omonimo del disco, postando: "Sì signore! Jigga man è nella title track #TTT!". Il manager di Rihanna, Jay Brown, ha affermato che "non credevano nelle collaborazioni" e che perciò il disco includesse solo due collaborazioni. In un'intervista concessa al sito norvegese 730.no, Tor Erik Hermansen degli Stargate, ha rivelato che era la prima volta che cooperassero con Jay-Z. Hermansen ha in seguito asserito: "Ci piace molto il brano e il verso di Jay è folle come la parte di Rihanna."
Sul finire di dicembre 2011, Rihanna ha fatto ricorso al proprio profilo di Twitter per richiedere ai fans quale brano di Talk That Talk avrebbe dovuto lanciare come terzo singolo. Il 10 gennaio 2012, Rihanna ha annunciato che Talk That Talk sarebbe stato estratto come nuovo singolo dal suo sesto album di inediti, scrivendo inoltre "#TALKthatTALK vi adoro ragazzi! Mi siete mancati". Sotto il messaggio ha scelto di concedere ai fans la copertina del singolo, su cui si staglia Rihanna in bianco e nero accovacciata di spalle a un murale con indumenti punk. Cristin Mahner da Pop Crush ha ribattuto che "richiama molto la classica cattiva ragazza della tua scuola da cui tua madre ha sempre cercato di tenerti a bada, ma che tu hai sempre desiderato in segreto".

## Accoglienza
I critici hanno accolto con favore il brano. In una recensione per l'album, Adrian Thrills dal Daily Mail ha affermato che Talk That Talk è un pezzo "lento e sensuale". Gavin Martin dal Daily Mirror ha affermato che con questo brano Rihanna ha rubato a Beyoncé "non solo la corona ma anche il marito Jay-Z". Secondo Steve M. da Sputnik Music, il brano è destinato a dominare le radio, mentre ha poi completato dicendo che "la parte vocale di Jay-Z non feriranno sicuramente la causa del pezzo". David Griffiths da 4Music ha commentato favorevolmente il brano, dichiarando che non tradisce le aspettative create dal successo delle precedenti collaborazioni fra Rihanna e Jay-Z.

## Descrizione
Talk That Talk è un brano mid-tempo hip hop e R&B che contempla un "ritmo futuristico" solcato da "pesanti tamburi" ed "indecorosi sintetizzatori". Il brano cita un sample di I Got a Story to Tell di The Notorious B.I.G., tratto dal suo secondo album di inediti, Life After Death del 1997 all'inizio del verso rappato di Jay-Z. Talk That Talk riecheggia il singolo di Rihanna, Rude Boy, che disponeva la resa vocale in un arrangiamento semplice. Secondo Claire Suddath dal TIME, Jay-Z pronuncia "alcune espressioni ambigue associate a doppi sensi e spiritosi cavilli, tra cui l'allusione sessuale, 'È passato dalla vescica, Le piace, oh io devo pisciare'". Il bridge è costruito su "nervosi" sintetizzatori disposti sullo sfondo, "desolate" armonie e una percussione.

## Promozione
Il brano è stato eseguito in live per la prima volta al Jonathan Ross Show. Jay-Z non ha preso parte all'esibizione. È stato inoltre cantato il 5 maggio 2012 durante il programma statunitense Saturday Night Live insieme a Where Have You Been e Birthday Cake.

## Classifiche
| Classifica (2011/12) | Posizione massima |
| -------------------- | ----------------- |
| Australia            | 28                |
| Belgio (Fiandre)     | 54                |
| Belgio (Vallonia)    | 52                |
| Canada               | 30                |
| Danimarca            | 26                |
| Francia              | 24                |
| Irlanda              | 22                |
| Italia               | 80                |
| Norvegia             | 10                |
| Nuova Zelanda        | 37                |
| Paesi Bassi          | 62                |
| Regno Unito          | 25                |
| Slovacchia           | 37                |
| Spagna               | 37                |
| Stati Uniti          | 31                |
| Svezia               | 41                |
| Svizzera             | 11                |

## Date di pubblicazione
| Paese       | Data             | Formato       | Etichetta |
| ----------- | ---------------- | ------------- | --------- |
| Stati Uniti | 17 gennaio 2012  | Radio (Urban) | Def Jam   |
| Stati Uniti | 14 febbraio 2012 | Radio (Pop)   | Def Jam   |
| Francia     | 26 marzo 2012    | CD singolo    | Def Jam   |